# Балерина (мультфильм)
«Балерина» — франко-канадский полнометражный компьютерный мультфильм режиссёров Эрика Саммера и Эрика Уорина. Премьера во Франции состоялась 14 декабря 2016 года.

## Сюжет
Мультфильм рассказывает о юной сиротке Фелис, приехавшей в Париж с целью исполнить свою мечту — стать балериной. Когда она и её друг Виктор, который в неё влюблён, сбегают из приюта в столицу, последний падает с моста и приземляется на плывущий мимо корабль, а так как не может вернуться на мост, назначает Фелис встречу завтра в это же время там же. Девочка в одиночестве бродит по ночному городу и натыкается на Гранд-Опера, где любуется балериной, и её подозревают в воровстве. Уборщица по имени Одетта вступается за неё. 
Так как Фелис негде жить, она остается жить у женщины и помогает ей с работой (ранее та была балериной и мечтала танцевать всю жизнь, но после пожара в театре стала инвалидом и теперь работает служанкой в доме семьи Ле О). Выдав себя за Камиллу Ле О, Фелис поступает в балетную школу при Гранд-Опера. Там всемирно известный хореограф и балетмейстер Луи Мерант, влюблённый в Одетту, ищет кандидатку на партию Клары в «Щелкунчике». По установленным им правилам каждый день из группы исключали по одной плохо показавшей себя ученице. Одетта, узнав об этом, берется лично тренировать Фелис перед и после её занятий. Камилла и  её мать узнают об обмане и приходят разобраться.
Мерант принимает Камиллу в группу, но не исключает Фелис и даёт ей шанс. Она должна будет возвратиться в приют, если не получит роль. Вместо занятий та идёт на свидание с Рудольфом, красавцем балетной школы. Из-за этого ей страшно стыдно перед наставницей, и она ночует на крыше театра. Не выспавшаяся и пропустившая тренировки Фелис всё-таки проигрывает Камилле и возвращается в приют. Там ей снится сон о матери, которая тоже была балериной, благодаря чему к ней возвращаются вера в себя и желание танцевать. С  помощью смотрителя приюта Фелис  возвращается в Париж и сражается с Камиллой в «танцевальной битве» за роль в «Щелкунчике». Мультфильм кончается тем, что Фелис получает роль и становится девушкой Виктора, также обретая вторую мать в лице Одетты, которая воссоединяется наконец со своим возлюбленным.

## Персонажи
Фелис Ле Бра — одиннадцатилетняя главная героиня, рыжеволосая девчушка-сирота. Жизнерадостная, очень болтливая и непосредственная, умеет найти подход почти ко всякому. Является потомственной танцовщицей и потому мечтает войти в большой балет. Это ей и удаётся — поначалу посредством обмана, а затем и собственных усилий. В конце она становится настоящей балериной, девушкой своего лучшего друга Виктора и остаётся жить у Одетты.
Виктор — друг Фелис со времён жизни в приюте, её верный помощник и единомышленник. Свободолюбивый и бесшабашный сорванец-хвастун, типичный пример беспризорника Франции конца XIX века. Давняя его мечта — стать великим изобретателем, и поэтому он посвящает все способности и силы на создание громоздких и тяжёлых аппаратов для полёта. Будучи влюблённым в Фелис, Виктор желает взаимности и получает её в финале вместе с признанием своего таланта.
Одетта — одна из самых лучших и знаменитых балерин своей эпохи, потерявшая всё в результате пожара в театре и ставшая хромой уборщицей в доме семьи Ле О. Нелюдимая, угрюмая и несколько циничная ворчунья с большим горбатым носом. Несмотря на инвалидность, она всё же не утратила прежней грациозности и великолепного знания балетного искусства. Обретя смысл жизни в Фелис, которую полюбила материнской любовью, Одетта стала учить её всем тонкостям этой науки и в конце концов приняла под свою опеку.
Камилла Ле О — дочь богатой владелицы парижского ресторана, целеустремлённая, заносчивая и самолюбивая юная танцовщица. Она обладает превосходной техникой, точностью и чёткостью, очень сильна и презирает Фелис, уверенная в своей значимости, однако не имеет нужных чувств, отчего проигрывает ей в «танцевальной битве». Признав наконец победу соперницы, Камилла нашла силы примириться с ней и отдать заслуженную роль в «Щелкунчике».
Луи Мерант — легендарный хореограф и балетмейстер, крутивший на пике славы 187 фуэте кряду. Высокий худой мужчина с тонкой бородкой, красавец-щёголь, ходит с тростью. Тайно влюблён в Одетту, судя по всему, с давних лет. К ученицам сурово относится, порой груб и холоден; когда исключает выбывшую, не стесняется в выражениях. Много позже Фелис обнаруживает, и не без удивления, что это мудрый и понимающий человек. Воссоединившись со своей возлюбленной, он начинает держаться и с её подопечной куда более мягко и приветливо.
Реджина Ле О — мать Камиллы, известна как «хозяйка ресторана, где продают самые вкусные рёбрышки в городе». Владеет огромным особняком, имела среди прислуги Одетту, которой помыкала и думала, как её уволить, пока не провернула это дело при удобном случае. Очень высокомерная, подозрительная и злобная, нещадно эксплуатирует свою дочь на тренировках, мечтая вырастить из неё звезду балета. Ненавидит Фелис и жаждет извести её, чем оттолкнула от себя даже Камиллу. В финальном порыве злости она, гоняясь за Фелис, залезла на статую Свободы, запуталась в верёвках, и дальнейшая судьба её туманна.
Матурин — неуклюжий, простодушный пухлый приятель и помощник Виктора. Умеет играть на скрипке.
Люто — смотритель сиротского приюта. Суров, но тем не менее всё же не лишён чувствительности и, более того, даже сам отвозит Фелис из приюта в Париж, чтобы та могла выступить.
Рудольф Дмитрий Станислав Ранковский III — высокомерный и самовлюблённый русский князь, блондин. Ученик старшего класса балетной школы.

## Роли озвучивали
- Эль Фэннинг — Фелис/Фелиция Ле Бра
- Дэйн ДеХаан — Виктор
- Мэдди Зиглер — Камилла Ле О
- Карли Рэй Джепсен — Одетта
- Элана Дункельман — Дора
- Шошана Спелинг — Нора
- Джули Ханер — Реджина Ле О
- Лорен Морель — Луи Мерант
- Антуан Шумски — Рудольф

## Маркетинг
4 октября 2016 года появился трейлер к мультфильму.

## Прокат
Премьера фильма в Венгрии, Колумбии и Кувейте состоялась 19 января 2017 года, в Бразилии, России и Чили — 26 января 2017 года, в Аргентине и Уругвае — 2 февраля 2017 года.

## Факты
- Это вторая совместная работа актёров Дэйна ДеХаана и Эль Фэннинг (первой был сериал «Закон и порядок: Специальный корпус»)[4].
- В русской версии мультфильма в титрах звучит песня Валерия Меладзе — Балерина[источник не указан 736 дней]. Кавер исполнила группа MBAND[источник не указан 736 дней].